# Ivan Ivanov (ciclista)
Ivan Ivanov (* Urmary, 9 de mayo de 1960). Fue un ciclista soviético y posteriormente ruso, profesional entre 1989 y 1993, cuyos mayores éxitos deportivos los logró en la Vuelta a España donde conseguiría dos victorias de etapa.

## Palmarés
| 1987 - Vuelta a Eslovaquia 1988 - 1 etapa en la Milk Race 1989 - 1 etapa en la Vuelta a España - Campeón de la URSS de ciclismo en ruta | 1991 - 1 etapa en la Vuelta a España 1992 - 1 etapa en la Vuelta a Asturias |

## Equipos
- Alfa Lum (1988-1989)
- Seur (1990-1992)
- Deportpublic (1993-1995)